# 柳ヶ浦高等学校
柳ヶ浦高等学校（やなぎがうらこうとうがっこう）は、大分県宇佐市大字江須賀にある私立高等学校。

## 概要
野球などのスポーツ、部活動において全国的に知られる。2023年には全国高等学校柔道選手権大会女子団体で優勝。04年に明治神宮野球大会で優勝している。現在硬式野球部、サッカー部(男女)、柔道部(男女)、空手道部(男女)、男子バスケットボール部、剣道部(男女)、陸上部(男女)、ゴルフ部(男女)が活動している。看護学科は5年制一貫教育制度を敷き、医療に従事する為の人づくりに重点を置く教育をすることでも有名である。これまでに4000名以上の看護師を輩出している。長年、大韓民国からの留学生も受け入れており、2020年度からは留学生・帰国子女のためのインターナショナルコースを設置している。

## 沿革
- 1910年 - 柳ヶ浦裁縫女学校として創立
- 1924年 - 柳ヶ浦高等技芸学校に改称
- 1941年 - 柳ヶ浦高等女学校に改称。
- 1945年 - 宇佐空襲により焼失し廃校。
- 1948年 - 学制改革により、現在地に柳ヶ浦女子高等学校として再建（旧宇佐海軍航空隊の敷地の一部）。
- 1951年 - 運営者を学校法人に改組し、学校法人吉用学園と改める。
- 1966年 - 男女共学化し、柳ヶ浦高等学校と校名変更。衛生看護科設置。
- 1983年 - 衛生看護専攻科を設置。
- 1993年 - 普通科にコース制を導入する。
- 2002年 - 看護学科を設置。(5年一貫看護師養成教育)
- 2009年 - 創立100周年を迎える。
- 2020年 - 普通科にインターナショナルコース新設。

## 学科
- 普通科
  - 体育進学コース
  - 普通コース
  - インターナショナルコース
- 看護学科（5年制）

## 著名な出身者
- 山下和彦（元・プロ野球選手）
- 清原雄一（元・プロ野球選手）
- 山本大貴（元・プロ野球選手）
- 岡本克道（元・プロ野球選手）
- 脇谷亮太（元・プロ野球選手）
- 吉良俊則（元・プロ野球選手）
- 藤澤拓斗（元・プロ野球選手）
- 山口俊（元・プロ野球選手）
- 田中瑛斗（プロ野球選手）
- 近藤大輔（プロ野球選手）
- 上間永遠（プロ野球選手）
- 大生虎史（プロ野球選手）
- 生田勉（大学野球日本代表監督、亜細亜大学硬式野球部監督）
- 小野田将人（プロサッカー選手）
- 金尚佑（プロサッカー選手）
- 松木葵（プロサッカー選手）
- 仁部屋和弘（フットサル日本代表）
- 原田瑞希 (柔道選手)
- 大場崇晃 (ビーチサッカー日本代表)
- 伊藤龍之介 (ビーチサッカー日本代表)
- 楊鎧凝（中国語版）

(元・香港子役、2025年生徒会長)

## 通学手段など
最寄り鉄道駅など
- JR日豊本線 柳ヶ浦駅
- 大分交通バス 柳高前バス停

## バス横転事故
2009年（平成21年）7月11日、野球部の控え選手46人を乗せ、第91回全国高等学校野球選手権大分大会の開会式が開催される新大分球場に移動中だった学校保有のバスが、大分自動車道（当時、現東九州自動車道）日出ジャンクション付近で速度超過により操作を誤り横転した。この事故で部員の2年生生徒1人が死亡、42人が重軽傷を負い、バスを運転していた同校教諭の野球部の副部長が自動車運転過失致死傷容疑で逮捕された。バスを運転していた教諭および3人の部員に怪我はなかった。なお、事故を起こしたバスは1991年の製造で運転席以外には座席ベルトが全く装備されておらず、亡くなった部員は横転した衝撃により車外へ投げ出され、首の骨を折って搬送先の病院で死亡が確認された。
柳ヶ浦高等学校は大会に出場することを決定したが、大分県高等学校野球連盟は選手たちの精神面のダメージを配慮し当初13日の予定だった初戦を15日に延期した。初戦は中津北高に11-0の5回コールドで大勝したが事故から1週間後の18日、2回戦の日田林工高戦で1-2と惜敗した。初戦の試合前には黙祷が行われ、2試合ともスタンドで応援する人の胸には喪章が付けられ、亡くなった部員の遺影を持って応援していた。
この事故は、全国の高校の野球部のバス運転手らが安全面等の講習を受け直すなど大きな影響を与えた。第91回全国高等学校野球選手権大会が行われた甲子園球場でもスコアボードで応援バスに対して全席シートベルト着用を呼びかけていた。またバスの座席におけるシートベルト着用の重要さについて大きな教訓を残した。
事故を起こした野球部副部長（当時26歳、2010年1月25日に同校を依願退職）は2008年（平成20年）、柳ヶ浦高等学校に（バス運転手としてではなく）教諭として着任し、その直後に大型免許を取得している。この事故で当時の2年生部員の一人の母親が同校の運営主体でもある吉用学園と、バスを運転していた当時の野球部副部長らを相手取り約1億3,000万円の損害賠償を求め、2010年4月30日に大阪地裁堺支部に訴訟を起こした。2010年6月18日に大分地方裁判所は事故を起こした元教諭に対して禁固2年6月（求刑禁固3年6月）の実刑判決を言い渡した。元教諭は地裁判決を不服として控訴したが、2010年12月5日に福岡高等裁判所は1審判決を支持したため控訴棄却した。
その2年後にあたる2011年7月10日には、大分県立森高等学校の野球部員と監督を乗せたマイクロバスが、第93回全国高等学校野球選手権大分大会の開会式から帰る途中、追突事故を起こし監督が死亡している。現場は、柳ヶ浦高等学校のバスが起こした事故の現場から遠くない場所であった。森高等学校も2年前と同様に初戦で中津北高と対戦し、勝利を納めている。